# Adelpherupa
Adelpherupa là một chi bướm đêm thuộc họ Crambidae.

## Các loài
- Adelpherupa aethiopicalis Maes, 2002
- Adelpherupa albescens Hampson, 1919
- Adelpherupa costipunctalis Maes, 2002
- Adelpherupa elongalis Maes, 2002
- Adelpherupa flavescens Hampson, 1919
- Adelpherupa lialuiensis Maes, 2002
- Adelpherupa pontica Maes, 2002
- Adelpherupa terreus (Zeller, 1877)
- Adelpherupa typicota (Meyrick, 1933)